# Les Grands-Chézeaux
Les Grands-Chézeaux település Franciaországban, Haute-Vienne megyében. Lakosainak száma 227 fő (2022. január 1.). Les Grands-Chézeaux La Châtre-Langlin, Azerables, Mouhet, Saint-Georges-les-Landes és Saint-Sulpice-les-Feuilles községekkel határos.

## Népesség
A település népességének változása:
| Lakosok száma | 245  | 246  | 248  | 246  | 246  | 246  | 240  | 233  | 227  |
|               | 2013 | 2015 | 2016 | 2017 | 2018 | 2019 | 2020 | 2021 | 2022 |